# Hemithea inornata
Hemithea inornata là một loài bướm đêm trong họ Geometridae.